# 선인부락
《선인부락》(일본어: 仙人部落 센닌부라쿠[*])는 일본의 초장수 4컷 만화이다. 고지마 고가 그렸으며 도쿠마 서점이 출판하는 잡지 《아사히 예능》에 연재됐다. 1956년 10월부터 2014년까지 연재되어 한 사람이 그린 만화로는 세계에서 가장 오랫동안 연재된 만화이다. 또 일본에서 가장 오랫동안 연재된 만화이기도 하다. 2014년 8월 7일호 (7월 29일 발매)에서 다음호부터 휴재를 발표했으며, 그로부터 8개월 반이 지난 2015년 4월 14일 작가가 87세의 나이로 서거했기 때문에, 해당편이 마지막화가 되고 그대로 연재를 종료하였다. 이때까지의 연재 기간은 59년에 이르며, 연재 횟수는 2861회였다. 《선인부락》은 연재일수로 치면 찰스 M. 슐츠의 《피너츠》보다 더 오래됐지만, 《피너츠》는 일일 연재였기 때문에 화수로는 《피너츠》쪽이 압도적으로 많다.
《선인부락》은 4컷 만화 외에도 애니메이션과 실사 영화로도 제작되었다. 자세한 것은 아래 소개 참고.

## 내용
선인들이 사는 땅 '선인부락'을 무대로 한다. 등장인물은 늙은 신선 (흰 수염을 기르고 지팡이를 짚고 있다)과 젊은 신선, 중년 신선, 선녀, 선인부락을 관할하는 경찰관과 대관 등이 등장하며, 여러 가지 재주를 부리며 살아가는 신선들의 일상이 콩트 식으로 표현되어 있다. 에로틱하거나 야한 묘사가 주를 이루나 기본적으로는 넌센스 개그의 전개가 많다.

## TV 애니메이션
1963년 9월 4일부터 1964년 2월 23일까지 후지TV에서 방영됐다. 총 23화 분량이다. 《두더지 아방튀르》, 《새로운 동화 세가지 이야기》, 《인스턴트 히스토리》, 《동화 만화 캘린더》, 《철완 아톰》에 이어 일본에서 여섯번째로 제작된 텔레비전 애니메이션으로 알려져 있다. 제8화까지는 매주 수요일 오후 11시 40분부터 55분까지, 제9화부터는 오후 10시 30분부터 10시 45분까지 방영되었다. 당시 애니메이션 치고는 꽤 늦은 시각에 방영됐고, 특히 제8화까지는 심야 시간대에 방송된 것이나 마찬가지였기에 '일본에서 가장 오래된 심야 애니메이션'으로도 불린다. 또 4컷 만화를 원작으로 한 최초의 TV 애니메이션이기도 하다.
방송 이후 수십년간 재방송되지 않다가, 1980년대 도에이 비디오에서 발매된 역대 TCJ, 에이켄 작품을 1화씩 수록한 비디오 <에이켄 TV애니메이션 그라피티 3>에 <우주소년 소란>, <인풍 카무이 외전>, <스카이세즈5>와 함께 선인부락의 제4회 <명랑한 유레이 편>과 제5화 <비너스 편>이 수록됐다. 또 2007년 11월 후지721 프로그램 <쇼 애니메이션 전설 ~TV애니메이션의 새벽, 에이켄~>에서 제5화 <비너스 편>이 방송되었다. 이 프로그램에서는 <동화 만화 캘린더>의 에피소드 1화도 함께 다뤘다.
2015년 9월 25일, 주식회사 베스트필드에서 DVD 박스가 발매되었다. 필름 현존이 불분명한 제12화와 20화를 뺀 21화 전체를 수록하였다.

### 스태프
- 연출：가네코 시게하루
- 각본：하야사카 아키라, 키노토루
- 제작：TCJ

### 등장인물과 성우
- 늙은 선인：산유테이 햐쿠주
- 이치카와 스이센
- 하나야기 요시아키
- 오우미 토모코
- 다키구치 준페이
- 나가이 이치로
- 문부 오사무

### 주제가
- 여는곡 <선인 부락의 테마> (仙人部落のテーマ, 작사: 키노토루, 작곡:야마시타 다케오, 노래:스리 그레이세스)

DVD판 <에이켄 TV애니메이션 그래피티> (エイケンTVアニメグラフィティ), 주제가집 비디오판 등에 들어가 있는 오프닝 영상은 본래 부제가 나타나는 시작 부분에 '선인부락'이라는 글씨를 임의로 삽입한 것으로, 방송 당시의 오프닝 영상은 디지털화되지 않았다.
주제가 음원 자체는 〈자이언트 로보 ~루팡3세 야마시타 다케오의 전모 Mission 1 -애니메이션 특촬편-〉, 〈에이켄 앤솔로지 1963~1972〉 (エイケン・アンソロジー 1963〜1972) 등의 앨범에도 실려 있다.

### 에피소드 목록
- 제1화 <스태미나 앰플 편>
- 제2화 <풍경 편>
- 제3화 <찰스턴 편>
- 제4화 <쾌활한 유레이 편>（DVD에는 <쾌활한 유령 편>）
- 제5화 <비너스 편>
- 제6화 <SEX 편>
- 제7화 <옛날 이야기 편>
- 제8화 <지우개 편>（DVD에는 <지우개 (消しゴム) 편>）
- 제9화 <새 편>
- 제10화 <별 이야기 편>
- 제11화 <변덕 편>
- 제12화 <마녀 편>
- 제13화 <눈 편>
- 제14화 <결혼기념일 편>
- 제15화 <정월 편>
- 제16화 <여행 청년 편>
- 제17화 <편지 편>
- 제18화 <없대도 있는 버릇 편>
- 제19화 <세마리 여우 편>
- 제20화 <귀신 이야기 편>
- 제21화 <봄의 발소리 편>
- 제22화 <오늘의 운명 편>
- 제23화 <영화 감상 편>

## 영화
1961년 2월 8일 신토호에서 제작한 실사 영화로, 《풍류해학담 선인부락》 (風流滑稽譚 仙人部落)이란 제목을 붙이고 개봉하였다. 줄거리는 다음과 같다.
패션 디자이너 우치키 덴페이는 오모리 야스하루에게 일의 명예도 연인도 빼앗기고, 세상을 등지고 아타미의 니시키라 해변에 몸을 던진다. 정신을 차려보니 그곳은 선인의 세계였다. 덴페이는 선인의 장로, 명견선인의 양자가 될 선인 대열에 합류한다. 텐페이가 개발한 '일곱 빛깔의 팬티'가 선녀 사이에서 대유행을 타지만, 남자 선인들은 화가 나서 텐페이를 추방하기로 의결한다. 선인계에서 떨어진 텐페이는 한 병실에서 눈을 뜬다. 퇴원한 뒤의 텐페이는 더 이상 소심한 청년이 아닌 희망이 넘치는 밝은 청년이 되었다.

### 스태프
- 감독：마가타니 모리헤이
- 기획：나카즈카 미쓰오
- 각본：마쓰모토 이사오
- 촬영：요시다 시게와자
- 미술：구로사와 하루야스
- 음악：미오 케타로

### 출연진
- 우치기 텐페이：누마타요 오이치
- 마쓰야마 아키코, 수려：오조 마유미
- 마쓰야마 슈쇼, 부락장：고코노 쿄지
- 마쓰야마 테루코, 삼저：하나오카 키쿠코
- 도모코, 돈령：하시 케이코
- 오모리 야스하루, 손서봉：히토미 아키라
- 곤도 요코, 이저：산조 마코
- 오니야마 시게타, 나귀중：미키모토 신스케
- 시게타의 아내, 정령：야마시타 아키코
- 의사, 명경선인：히다리 보쿠젠
- 세탁소의 어린애, 소수：마루야마 아키히로
- 우치키 운페이, 조설자：스즈키 신지
- 우치키 노리코, 고코：야마무라 쿠니코
- 나라야마 다이키치, 왕대부서장：스가와라 분타
- 잡지 기자, 세무소 관리인：스기야마 코타로
- 마담, 마야：오바타 키누코

## 같이 보기
- 1960년대 텔레비전 애니메이션 목록